# Moorrinya National Park
Moorrinya National Park är en park i Australien. Den ligger i delstaten Queensland, omkring 1 100 kilometer nordväst om delstatshuvudstaden Brisbane.
Trakten runt Moorrinya National Park är nära nog obefolkad, med mindre än två invånare per kvadratkilometer..
Omgivningarna runt Moorrinya National Park är i huvudsak ett öppet busklandskap. Genomsnittlig årsnederbörd är 589 millimeter. Den regnigaste månaden är februari, med i genomsnitt 161 mm nederbörd, och den torraste är september, med 6 mm nederbörd.